# Gottfried Praxmarer
Gottfried Praxmarer es un deportista austríaco que compitió en vela en la clase Flying Dutchman. Ganó una medalla de plata en el Campeonato Europeo de Flying Dutchman de 1959.

## Palmarés internacional
| Campeonato Europeo | Campeonato Europeo     | Campeonato Europeo | Campeonato Europeo |
| Año                | Lugar                  | Medalla            | Clase              |
| ------------------ | ---------------------- | ------------------ | ------------------ |
| 1959               | Juelsminde (Dinamarca) | Medalla de plata   | Flying Dutchman    |